# Brzozowa Wólka
Brzozowa Wólka – wieś w Polsce położona w województwie podlaskim, w powiecie grajewskim, w gminie Grajewo.
Wieś królewska położona była w drugiej połowie XVI wieku w powiecie radziłowskim ziemi wiskiej województwa mazowieckiego. W latach 1975–1998 miejscowość administracyjnie należała do województwa łomżyńskiego.